# Nicholas Katz
Nicholas Michael Katz (o Nick Katz; Baltimora, 7 dicembre 1943) è un matematico statunitense.
Nel 1964 ottiene un BA dalla Johns Hopkins University e nel 1965 un MA dalla Princeton University. Nel 1966 ottiene un PhD, ancora dalla Princeton University, presentando una dissertazione  dal titolo On the differential equations satisfied by period matrices. Presso l'Università di Princeton svolge tutta la sua carriera, dal 1974 come titolare di cattedra al Dipartimento di Matematica; di questo dipartimento è presidente dal 2002.
Nel 1992 Andrew Wiles, ritenendo di essere alle ultime fasi della dimostrazione dell'ultimo teorema di Fermat, chiede a Nick Katz di assisterlo nei passi finali. Per mantenere il segreto sulla dimostrazione, mentre ancora ha il tempo e la facilità di spiegare il suo lavoro a Katz, Wiles istituisce una serie di seminari ai quali lo stesso Katz si iscrive, sebbene potessero essere noiosi per una classe di studenti laureati. Dopo un periodo iniziale tutti i partecipanti tranne Katz abbandonano il corso lasciando che i due lavorino da soli.
Anche grazie all'assistenza di Katz, Wiles porta a termine una dimostrazione e la presenta al pubblico in un seminario all'Istituto Isaac Newton di Cambridge.
Per verificare la dimostrazione, viene istituita una commissione di sei membri, il doppio di una normale commissione d'esame; essa era formata dai maggiori esperti di teoria dei numeri del mondo, tra i quali Nick Katz. Sull'esame della dimostrazione di Wiles, Katz trova un errore che non poteva essere facilmente corretto, in quanto implicava un'ipotesi che non si sapeva verificare. Successivamente Wiles e Richard Taylor sono in grado di completare la dimostrazione utilizzando alcune tecniche differenti che Wiles aveva scartato nei suoi primi tentativi.
Nel 2003 riceve, insieme a Peter Sarnak, il Premio Conant della AMS per l'articolo divulgativo sugli zeri della funzione zeta di Riemann. Nel 2004 viene eletto membro della National Academy of Science.